# روس ماكليلان
روس ماكليلان هو سياسي كندي، ولد في 8 أكتوبر 1942 بتورونتو في كندا. حزبياً، نشط في الحرب الديمقراطي الجديد لأونتاريو. وقد انتخب عضو برلمان مقاطعة أونتاريو.